# 梁敦彦
梁 敦彦（りょう とんげん）は、清末民初の政治家。北京政府の要人で、交通系の一員とみなされる。後に張勲復辟にも参加した。字は菘生。

## 事跡
香港中央書院を卒業。1872年（同治11年）に初のアメリカ公費留学生となる。1878年（光緒4年）、イェール大学に入学した。1881年（光緒7年）、米中間に中国人労働者使用問題が発生したため、これに憤った清朝の命令により、梁敦彦は帰国した。
当初は福州船政学堂に派遣されたが、まもなく天津北洋電報学堂の英文教習（教官）に転じた。1884年（光緒10年）、張之洞の招聘に応じ、両広、湖広督署の文案、知州府候補道をつとめた。1904年（光緒30年）4月、駐米兼駐日、秘、古欽差大臣に任命された。しかし、署外務部侍郎として留まり、任地には赴かなかった。9月、外務部右侍郎に任ぜられる。また同年中に、イェール大学から学士位と卒業認定を授与された。
1909年（宣統元年）1月、署外務部会弁大臣兼尚書に昇格し、翌月には正式に同職に任ぜられた。翌年3月、会弁税務大臣を兼任し、7月には弼徳院顧問大臣も兼ねた。しかし、まもなく病気のため一時辞職している。1911年（宣統3年）5月、外務部大臣となる。7月には再び弼徳院顧問大臣を兼ねた。10月、袁世凱内閣の外務部大臣に任命され、ドイツ・アメリカの両国に派遣されている。なお、この際に、イェール大学から名誉博士号を授与された。
中華民国成立後の1913年（民国2年）、北京政府総統府から政治会議議員に任じられた。翌年5月、徐世昌内閣で交通総長に起用され、交通系の要人とみなされる。1916年（民国5年）4月、段祺瑞内閣の途中で、交通総長を辞任した。
1917年（民国6年）7月、張勲復辟に際して、梁敦彦は内閣議政大臣兼外交部尚書に任命された。しかし、復辟は短期間で失敗に終わる。梁もその主犯の1人として指名手配されてしまい、天津に逃げ込んだ。翌年、指名手配を解除されたものの、政界には復帰せず、天津に寓居を続けている。
1924年（民国13年）5月10日、天津にて死去。享年68。

## 参考文献

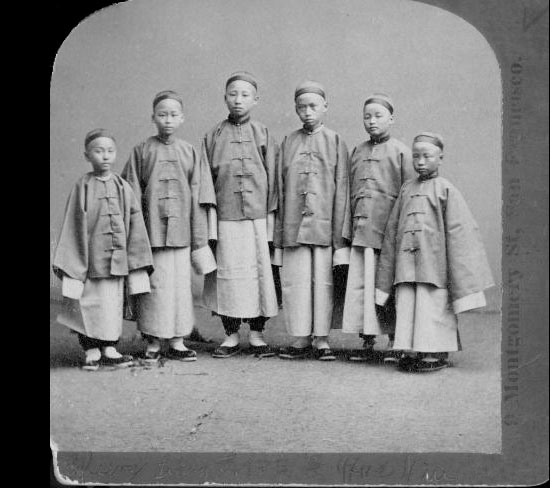
清朝派遣アメリカ留学生集合写真。左から2番目が梁敦彦